# Tāmar und Schawqīya
Tāmar und Schawqīya (arabisch تامر وشوقية, DMG Tāmar wa-Šawqīya) ist eine ägyptische Sitcom, die von 23. September 2006 bis 23. Oktober 2006 erstausgestrahlt wurde. Schawqīya (dt. ‚Sehnsucht‘) betreibt eine Schule, lebt im Stadtteil al-Umur Anit und heiratet den Anwalt Tāmar (dt. ‚Intrige/Verschwörung‘), Sohn aus der aristokratischen Schicht, die ihren Wohnsitz im Vorort Heliopolis hat. Die Serie behandelt die Unterschiede der gesellschaftlichen Klassen, die Unterschiede zwischen den beiden Familien und die Probleme der frisch Verheirateten.
| Figur                                           | Darsteller                      | Beruf                                       |
| ----------------------------------------------- | ------------------------------- | ------------------------------------------- |
| تامر عبد الرحمن / Tāmar ʿAbd ar-Raḥman          | أحمد الفيشاوي / Aḥmad al-Fīšāwī | Anwalt                                      |
| شوقية مرسى عويس / Šawqīya Marsī ʿAwīs           | مى كساب / Mai Kassāb            | Schule                                      |
| هيثم مصطفى النزهى / Haīṯam Muṣṭafā an-Nazhī     | أحمد مكى / Aḥmad Makkī          | arbeitslos                                  |
| داليا عبد الرحمن / Dāliyā ʿAbd ar-Raḥmān        | إنجى وجدان / Inǧī Wiǧdan        | Student an der amerikanischen Universität   |
| سيد مرسى عويس / sayyif Marsī ʿAwīs              | نضال الشافعي / Niḍāl aš-Šafiʿī  | Mikrobus-Fahrer und ehemaliger Klempner     |
| ياسر شوقي / Yāsar Šawqī                         | محمد شاهين / Muḥammad Šāhīn     | Broker                                      |
| مرسى عويس / Marsī ʿAwīs                         | جمال إسماعيل / Ǧamāl Ismāʿīl    | Café-Besitzer                               |
| محاسن / Muḥāsan                                 | انعام سالوسة / Anʿām Sālūsa     | Hausfrau                                    |
| رقية حافظ / Rakīya Ḥāfiẓ                        | رجاء الجداوي / Riǧāʾ al-Ǧaddāwī | Herausgeberin der Zeitschrift „Women Today“ |
| عبد الرحمن الشعراوي / ʿAbd ar-Raḥmān aš-Šaʿrāwī | لطفى لبيب / Luṭfī Labīb         | Prof. Dr. Ingenieur auf Rente               |